# دماغه ادر

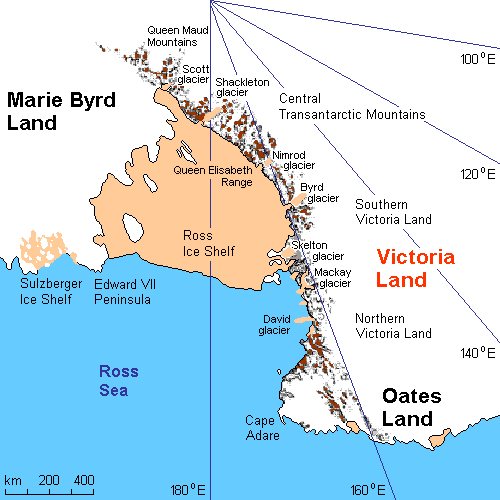
نقشه دماغه ادر

دماغه ادر (انگلیسی: Cape Adare) انتهای شبه‌جزیره شمال شرقی سرزمین ویکتوریا در جنوبگان خاوری است. این دماغه در سال ۱۸۴۱ توسط جیمز کلارک راس کشف شد.
دماغه ادر دریای راس را از اقیانوس منجمد جنوبی جدا می‌کند. این دماغه در اوایل اکتشافات جنوبگان نقطه مهمی برای پهلوگیری کشتی‌ها و ساخت ایستگاه‌های تحقیقاتی و اقامتی به‌شمار می‌رفت.
دماغه راس بزرگ‌ترین محل اجتماع پنگوئن آدلی در جهان است.